# انرژی پتانسیل گرانشی
انرژی پتانسیل گرانشی با حرکت دادن جسم در خلاف جهت نیروی گرانشی در جسم ذخیره می‌شود. انرژی پتانسیل گرانشی در کره زمین به انرژی ذخیره شده در جسم بخاطر ارتفاع از سطح زمین گفته می‌شود. در این تعریف مبدأ انرژی پتانسیل برای اجسام سطح زمین در نظر گرفته شده‌است. می‌توان اراق صفر انرژی پتانسیل گرانشی را برای اجسام اطراف کره زمین یا هر جسم دارای جرم را به صورت قراردادی در نظر گرفت. هر چه فاصله جسم از مرکز زمین بیشتر باشد یا به عبارت دیگر ارتفاع بیشتری داشته باشد انرژی ذخیره شده در جسم بیشتر است. جسمی که در مرکز زمین قرار گرفته کمترین انرژی پتانسیل گرانشی را دارد. در فاصلهٔ بسیار دور از زمین یا اجسام دارای جرم پتانسیل گرانشی به سمت صفر میل می‌کند یعنی می‌توان صفر فرض کرد. آبی که در پشت سد ذخیره شده‌است دارای انرژی پتانسیل گرانشی می‌باشد که توربین-ژنراتور این انرژی را به انرژی الکتریکی تبدیل می‌نماید.
فرض کنید شخصی پایین یک تپه ایستاده‌است و به یک توپ ضربه می‌زند توپ شروع به حرکت می‌کند و از تپه بالا می‌رود سرعت توپ لحظه لحظه کم و بالاخره توپ برای یک لحظه متوقف می‌شود یعنی سرعت توپ صفر می‌شود انرژی که توپ در این لحظه دارد انرژی پتانسیل گرانشی نامیده می‌شود.
انرژی پتانسیل گرانشی از رابطهٔ زیر به دست می‌آید:
U=mgh
در این رابطه u انرژی پتانسیل گرانشی جسم بر حسب ژول و m جرم جسم بر حسب کیلوگرم (در بخشی از موارد گرم) و g شتاب گرانش زمین تقریبابرابر ۹٫۸ متر بر مجذور ثانیه (نیوتن بر کیلوگرم) و h ارتفاع جسم از مبدأ انرژی پتانسیل بر حسب متر است.

مبدأ انرژی پتانسیل گرانشی جاییست که انرژی پتانسیل گرانشی در آنجا صفر باشد که معمولاً مبدأ را زمین در نظر می‌گیرند ولی این مبدأ می‌تواند متفاوت باشد.

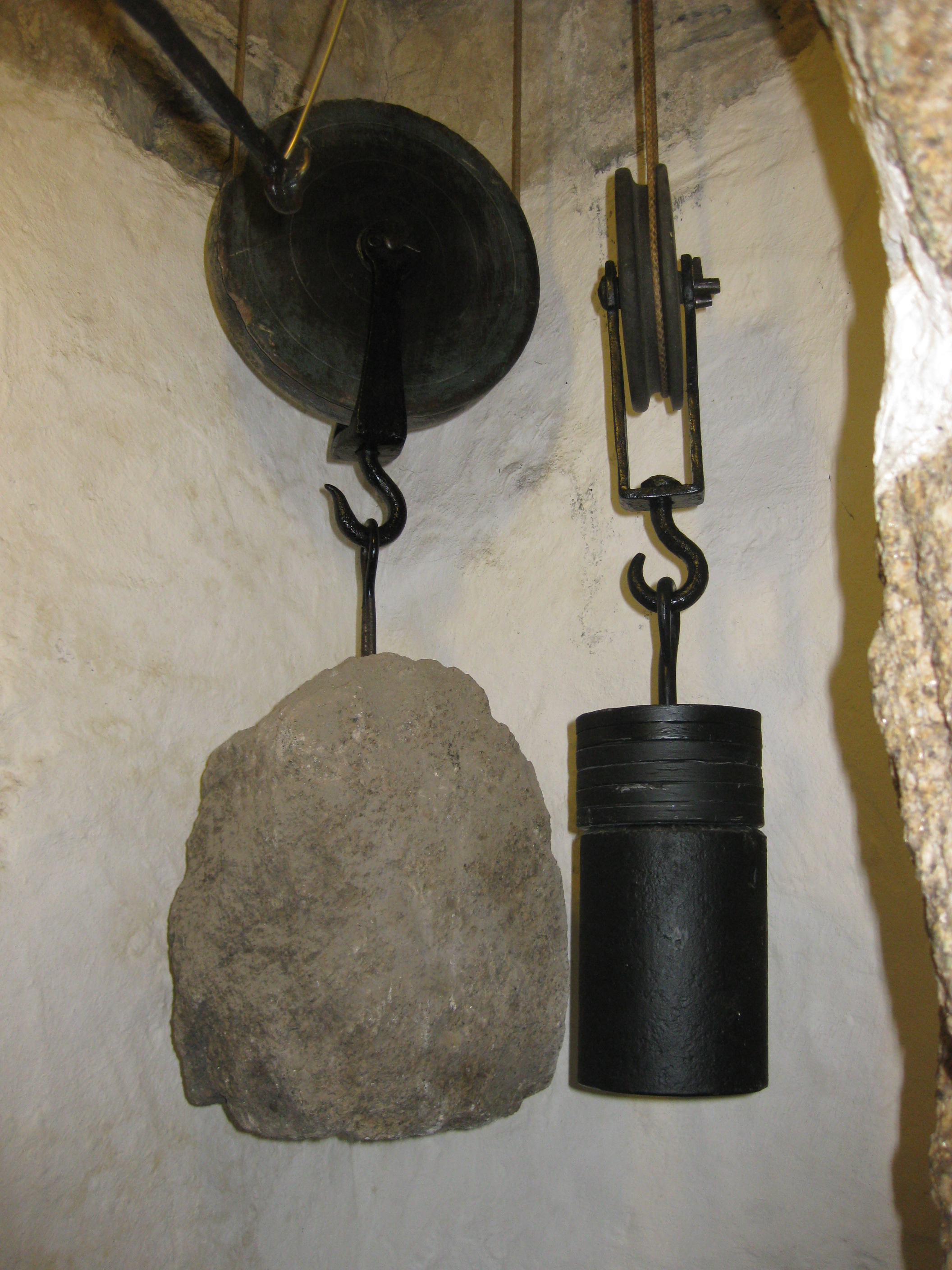
انرژی پتانسیل گرانشی موجب می‌گردد که ساعت‌های باستانی به حرکت درآیند.